# Moche (fleuve)
Pour les articles homonymes, voir Moche.
Le Moche (Río Moche en espagnol)  est un  fleuve du nord-ouest du Pérou, qui prend sa source dans la Cordillère des Andes, à l'endroit où la chaîne de sommets de la cordillère Occidentale constitue la ligne de partage des eaux entre le bassin de l'Amazone et celui du Pacifique. Sa source est située dans la Laguna Grande, dans les environs du district de Quiruvilca, sur le cerro Pelón Chico, à 3 988 m d'altitude. Le río Moche se jette dans l'Océan Pacifique près de la ville de Trujillo, dans le département de La Libertad, après avoir parcouru 102 km, avec un dénivelé moyen de 4 %.
Le fleuve Moche a donné son nom à une civilisation – la culture Moche (parfois appelée Mochica) – qui s'est épanouie dans sa vallée à partir du IIe siècle av. J.-C. pour s'éteindre au cours du VIIIe siècle.
Il est situé entre les parallèles 7° 46' et 8° 15' de latitude sud, et les méridiens 78° 16' et 79° 08' de longitude ouest.

## Hydrologie
Le bassin hydrologique du fleuve Moche couvre une superficie de 2 708 km2. Ses eaux permettent l'irrigation de 10 500 hectares de terres agricoles. Comme la majorité des fleuves de la côte, le Moche présente les caractéristiques propres d'un torrent, puisqu'on peut observer des différences importantes entre ses paramètres extrêmes. Ainsi, le débit maximal contrôlé s'est élevé jusqu'à 556,88 m3/s et le minimum a été de zéro, donnant une moyenne annuelle approximative de 9,53 m3/s. Ce régime irrégulier et torrentueux n'est pas sans poser quelques problèmes aux agriculteurs qui utilisent ses eaux.
Ses affluents principaux sont : 
- sur la rive droite :
  - le río Motil ;
  - le río Chota ;
  - le río Otuzco ;
  - le río Catuay ;
- sur la rive gauche :
  - le río Chanchacap.

La vallée du Moche est de forme relativement élargie, et va en s'élargissant encore au fur et à mesure que le fleuve s'approche de son embouchure. Mais dans la partie montagneuse du cours, elle est profonde et coupée de ravins pentus et de reliefs escarpés.